# میمی کیزیک
میمی کیزیک (به انگلیسی: Mimi Kuzyk) (زاده ۲۱ فوریهٔ ۱۹۵۲) بازیگر کانادایی است.
از فیلم‌های معروف او می‌توان به بازی در فیلم برش نهایی، نامزدی من با دختر رئیس‌جمهور، گمشده و شوریدگی، مرد خانواده، وفاداری از نوع دیگر و بداندیش اشاره کرد.